# Két pisztolylövés (televíziós sorozat)
A Két pisztolylövés Mág Bertalan azonos című regényéből 1978-1979-ben készült, 1980-ban bemutatott színes, 3 részes magyar krimisorozat. Rendező: Rényi Tamás.

## Történet
A II. világháború idején Jugoszláviában megölnek egy embert, a fia bosszút esküszik. 1963-ban lelőnek egy embert a Kálvária-dombon, egyet a Duna-parton, és még egyet, aki éppen a munkából tart hazafelé éjszaka. A gyilkosságok között összefüggés van. Magos őrnagy és csapata nekilát a szálak kibogozásához.

## Szereplők
- Garas Dezső (Magos őrnagy)
- Bencze Ferenc (Szenes Nándor/Verlaki Dénes)
- Tarján Györgyi (Vera)
- Gáti Oszkár (Mirkó Rodics)
- Körtvélyessy Zsolt (Németh László főhadnagy)
- Szerencsi Hugó (Kozma István százados)
- Marton Katalin (Marika)
- Tímár Éva (Kolek Béláné Verlaki Eszter)
- Gordon Zsuzsa (Szenesné)
- Solti Bertalan (Botár bácsi)
- Némethy Ferenc (Schwartz bácsi)
- Pécsi Ildikó (Olga)
- Simon György (Dr. Burián, főorvos)
- Bódis Irén (Anna nővér)
- Gerbár Tibor (Czukor György)
- Hetényi Pál (Szolyka István)
- Petényi Ilona (Szolykáné)
- Kránitz Lajos (rendőrszázados)
- Gera Zoltán (irattáros)
- Siménfalvy Sándor (temetőőr)
- Kátay Endre (Bontovits elvtárs)
- Soós László (Szalay elvtárs)
- Soós Edit (gázgyári dolgozó)
- Fonyó István (hajógyári dolgozó)
- Ambrus András (Pista, fűrészüzemi dolgozó)
- Zoltay Miklós (Hüttel, fűrészüzemi dolgozó)
- Uri István (fűrészüzem vezetője)
- Mádi Szabó Gábor (narrátor)

## Főbb eltérések a könyv és a sorozat között
- A könyvben a cselekmények nagy része Miskolc környékén játszódik, a sorozatban Tata környékén.
- A könyvben Szenes keresztneve Béla, a sorozatban Nándor. Nevelt lánya a könyvben Magda, a sorozatban Vera.
- A könyv nem említi konkrétan, hogy a cselekmény melyik évben történik (csak a leírtak alapján lehet következtetni, hogy a nyomozás tárgyát képező bűncselekmények kb. 20 évvel a II. világháború befejezését követően történnek), a sorozat 1. részének főcímét követő scriptjén megjelenik a Játszódik 1963-ban felirat.
- A könyvben Magos őrnagy tegező viszonyban van kollégáival, mivel ők nem csak kollégái, hanem barátai is, a sorozatban magázza őket.
- A könyvben Magos őrnagy csoportjának több tagja (Kozma, Németh, Bordás, Méray, Szabó), a miskolci, veszprémi, dunaújvárosi nyomozók, valamint az állambiztonsági szervek működnek együtt az ügy részleteinek feltárásában; a sorozatban a nyomozati tevékenységet Magos, Kozma és Németh végzik, a vidéki testületet egyedül a tatai gyilkossági kísérlet helyszínén a helyszínt biztosító rendőrszázados képviseli.
- A könyvben Verlakinak (SS-álnevén Paul Weber, másik álnevén Szenes Béla) monogrammozott Parabellum fegyvere van, ezt szerzi meg 11 évesen Mirko Rodics, amikor Weber-Verlaki-Szenes megöli az apját. Szenes csak Füredit öli meg egy másik Parabellummal a könyv szerint. A sorozatban mind Szenes, mind Rodics FÉG 37 M pisztolyt használ.
- Füredi József, Szenes első áldozata a könyv szerint piliscsabai, a sorozat szerint hajdúnánási. A könyv a tanúvallomások révén részletesen foglalkozik az élettörténetével, a sorozat nem foglalkozik ezzel.
- Kolek Béla, Szenes sógora és második áldozata a könyv szerint Vácott él és a dunakeszi vasúti járműjavító üzem mérnöke, a sorozatban Budapesten lakik és az Újpesti Hajógyárban dolgozik. A könyvben Kolek Béla meggyilkolásakor 42 éves, 2 középiskolás fiúgyermek apja, a sorozatban 44 éves és gyermektelen.
- A könyvben nincs szó Magos őrnagy kutyák iránti rajongásáról.
- A könyvben Németh főhadnagyot meglövik, a sorozatban ezt kihagyják.
- A könyvben komoly gyanú merül fel Szenes meglövésének kísérlete kapcsán Birkás György gépkocsivezető ellen, aki korábban Szenest szállítva, ittasan karambolozott, így Szenes súlyosan megsérült. Birkás György családja a könyv szerint a környéken ismert bűnözőcsalád. Birkás György 1956-ban illegálisan elhagyta Magyarországot, de a könyv szerint ez a Birkás éppen Szenes meglövése idején jár Miskolcon, illetve szülővárosában, Ózdon, ráadásul él is. A sorozatban szerepét teljesen érdektelennek állítják be, a Szenes meglövésének helyszínét biztosító rendőrszázados említi, hogy 1956-ban elhagyta az országot.
- A könyvben Mirkó apjának bélyegalbumából Szenes önállóan ad túl, hogy pénzt szerezzen a szeretőjének küldendő tartásdíjra, édesanyja nyugdíjának kiegészítésére, illetve a szeretőjével való tervezett megszökéshez. A sorozatban mindezt Czukor György állítólagos bori fogolytársa közvetítésével teszi.
- A könyvben Szenes két állítólagos fogolytársát hallgatják ki, a sorozatban csak egy fogolytársat, a másikhoz nem mennek el.
- A könyvben Szenes szeretője, Marika alkatban összetévesztésig hasonló Kolekné Verlaki Eszterhez, a sorozatban Szenes szeretőjének neve Olga, a két szerepet két különböző alkatú színésznő játssza.
- A könyvben Kolekné amellett, hogy terelő válaszokat ad a nyomozóknak, aktívan is próbálja akadályozni a nyomozást: Egerben ad fel egy gépelt, aláírás nélküli, antiszemita tartalmú fenyegető levelet Szenesnek, a sorozatban csak a terelő válaszokkal akadályozza a nyomozást.

## Bakik
- Az epizódok főcíménél, amikor a gyilkosság után az áldozatot lebobják a szikláról, akkor a zuhanásnál tisztán észrevehető, hogy egy bábut dobnak le.
- Az 1. rész elején a történet szerint az áldozatot egy budapesti Kálvária-dombon ölték meg, a jelenetet viszont Tatán vették fel, ami később a sorozat cselekményeinek egyik fő helyszíne lesz.
- Az 1. részben, Füredi József meggyilkolásának helyszínelésén Németh főhadnagy az orvosi vélemény meghallgatása előtt említi Magosnak, hogy lőtt seb. (Tudvalevő, amennyiben a rendőrség intézkedik egy holttest vagy halottnak látszó ember megtalálása fölött, akkor először az orvosnak kell vizsgálódni, addig a helyszín nem bolygatható.)
- Az 1. részben Kolek Béla elsőként száll ki a hajógyári szolgálati hajóról, Szenes a parton található beton lőállásban áll lesben. A hajóról többen szállnak ki, Kolek nem tart a többiekkel, hanem a partmenti úton, úgy, hogy elhaladjon a lőállás előtt, folytatja az útját, miközben a többiek a part magasabb része felé tartanak a kikötői lépcső vonalában. Viszonylag hamar Szenes elsüti a fegyverét a lőállásból, amire a többiek nem figyelnek fel.
- A 2. részben, amikor a kassai zsinagógában vannak, akkor Magos őrnagy fedetlen fővel tartózkodik ott, holott a zsinagógákban minden férfinak viselnie kell valamit a fején, még akkor is, ha nem zsidó.
- Kassán a kíséretet biztosító helyi rendőrtiszt szlovák nyelven közöl dolgokat Magossal, és Kozma tolmácsolja a szlovák nyelvű közlést (mintha Magos azt nem értené), miközben később már említi a filmben, hogy ő is ismerős Kassán, a könyvből meg az is kiderül, hogy Kassán nevelkedett, és beszél szlovákul. (Mág Bertalan műveiből ez a tény ismert, sőt az is, hogy a II. világháborút megelőzően a csehszlovák központi rendőrnyomozói szervénél dolgozott.)
- Szintén a 2. részben, amikor Németh főhadnagy követni kezdi a kórházból kilépő Koleknét, akkor a kórháznál a fák még teljesen lombosak, a következő pillanatban, amikor Tatabánya felső vasútállomáson (most: Felsőgalla vasútállomás) vannak, akkor már minden fa csupasz.
- A filmben az időrendben első áldozatról, Füredi Józsefről a nyomozás során kiderül, hogy Hajdúnánásról származik, édesanyja ott él. Viszont az édesanya vasi tájszólásban szólal meg, ráadásul semmilyen érzelmet nem mutat ki, amikor a rendőrök a fia halála miatt keresik fel, miközben semmi nem utalt arra, hogy a fiával rossz lett volna a kapcsolata.
- Szenes mint Paul Weber az SS szolgálatában állt, ott a Parabellum nagy űrméretű pisztoly volt a rendszeresített szolgálati tiszti fegyver. A sorozatban viszont a magyar fegyveres alakulatoknál (rendőrség, csendőrség, honvédség, koronaőrség) 1938-tól rendszeresített FÉG 37 M pisztolyt használja mind Szenes, mind Rodics.